# 丁丁 (天线宝宝)
丁丁（英語：Tinky Winky）是《天线宝宝》的四個主角之一，亦是四位之中最高的一個。根據《天线宝宝》的官方網頁，丁丁為年紀最大，被設定為男性，紫色，白皮膚，天線為倒三角形，丁丁熱愛散步跳舞，容易摔跤，最喜歡的東西是紅色手提包。

## 同志風波
1999年，《天線寶寶》在美國播出後，曾引起福音派的保守教會人士傑瑞·法威爾（Jerry Falwell）的批判，他質疑其中一名主角紫色的「丁丁」其實是同性戀，而他頭上的倒三角形天線及身上的紫色，都是同性戀的象徵。他的言論刊登於《National Liberty Journal》1999年2月號。事實上，早在1997年推出時，學術及文化評論員Andy Medhurst就已提出有關質疑，並刊登在當年7月號的《The Face》雜誌。
2007年，波蘭政府也打算對《天線寶寶》開刀；當時該國教育部才因解僱宣揚同性戀的老師，受到歐盟官員的批評。2007年5月，由波蘭政府委託，負責監督兒童權益的一個組織代表依娃·蘇文史卡在28日出版的《Wprost》表示，她質疑《天線寶寶》鼓吹同性戀。她說：「丁丁拿了一個女用紅色皮包，一開始，我並不知道他是個男孩，我還在想，那皮包真是累贅，後來，我才逐漸意識到，那也許是一種同性戀的訊息。」不過在同月的30日，蘇文史卡又否認有關的言論。